# Bunei (Ryukyu)
Bunei (武寧 1356-1406) là vua cuối cùng của Chūzan, một trong 3 vương quốc cổ thuộc đảo Okinawa, trước khi nó được Shō Hashi hợp nhất thành vương quốc Ryūkyū.
Bunei kế vị sau khi cha ông vua Satto qua đời. Dưới triều ông vẫn tiếp tục phát triển theo hướng của cha ông; đặc biệt, Bunei tiếp tục phát triển quan hệ thương mại chặt chẽ giữa Ryūkyū và Trung Quốc. Một trụ sở quan trọng được xây dựng ở Naha cho các sứ giả Trung Quốc và các nhiệm vụ tương tự, và một trung thâm thương mại được thành lập ở cạnh đó. Ngoài ra, biên niên sử hoàng gia bắt đầu được biên soạn; Rekidai Hoan (Treasury of Royal Succession) được biên soạn năm 1403.